# IC 4572
IC 4572 — галактика типу SBa (компактна витягнута галактика) у сузір'ї Північна Корона.
Цей об'єкт міститься в оригінальній редакції індексного каталогу.